# Siachoque
Siachoque – miasto w Kolumbii, w departamencie Boyacá.